# Kvalspelet till Europamästerskapet i fotboll 1972 (grupp 5)
Kvalspelet till Europamästerskapet i fotboll 1972 (grupp 5) spelades mellan den 14 oktober 1970 och 21 november 1971.

## Tabell
| Nr | Lag ( )   | S | V | O | F | GM | IM | MS | P |
| -- | --------- | - | - | - | - | -- | -- | -- | - |
| 1  | Belgien   | 6 | 4 | 1 | 1 | 11 | 3  | +8 | 9 |
| 2  | Portugal  | 6 | 3 | 1 | 2 | 10 | 6  | +4 | 7 |
| 3  | Skottland | 6 | 3 | 0 | 3 | 4  | 7  | −3 | 6 |
| 4  | Danmark   | 6 | 1 | 0 | 5 | 2  | 11 | −9 | 2 |

## Matcher
|             | 14 oktober 1970 | Danmark | 0 – 1           | Portugal         | Idrætsparken | |
| 19:00 UTC+1 | 19:00 UTC+1     |         | (0 – 0) Rapport | 40′ Jacinto João | Köpenhamn Publik: 18 000<refname="Rsssf">{{Webbref\|url=http://www.rsssf.com/tables/72e-fulldet.html%7Ctitel=EuropeanChampionship1 972(Details)\|hämtdatum=10juli2 017\|utgivare=Rsssf}}</ref> Domare: Leo Callaghan (Wales) | Köpenhamn Publik: 18 000<refname="Rsssf">{{Webbref\|url=http://www.rsssf.com/tables/72e-fulldet.html%7Ctitel=EuropeanChampionship1 972(Details)\|hämtdatum=10juli2 017\|utgivare=Rsssf}}</ref> Domare: Leo Callaghan (Wales) |
| 19:00 UTC+1 | 19:00 UTC+1     |         |                 |                  | Köpenhamn Publik: 18 000<refname="Rsssf">{{Webbref\|url=http://www.rsssf.com/tables/72e-fulldet.html%7Ctitel=EuropeanChampionship1 972(Details)\|hämtdatum=10juli2 017\|utgivare=Rsssf}}</ref> Domare: Leo Callaghan (Wales) | Köpenhamn Publik: 18 000<refname="Rsssf">{{Webbref\|url=http://www.rsssf.com/tables/72e-fulldet.html%7Ctitel=EuropeanChampionship1 972(Details)\|hämtdatum=10juli2 017\|utgivare=Rsssf}}</ref> Domare: Leo Callaghan (Wales) |
| 19:00 UTC+1 | 19:00 UTC+1     |         |                 |                  | Köpenhamn Publik: 18 000<refname="Rsssf">{{Webbref\|url=http://www.rsssf.com/tables/72e-fulldet.html%7Ctitel=EuropeanChampionship1 972(Details)\|hämtdatum=10juli2 017\|utgivare=Rsssf}}</ref> Domare: Leo Callaghan (Wales) | Köpenhamn Publik: 18 000<refname="Rsssf">{{Webbref\|url=http://www.rsssf.com/tables/72e-fulldet.html%7Ctitel=EuropeanChampionship1 972(Details)\|hämtdatum=10juli2 017\|utgivare=Rsssf}}</ref> Domare: Leo Callaghan (Wales) |

|             | 11 november 1970 | Skottland       | 1 – 0           | Danmark | Hampden Park                                                                |                                                                             |
| 20:00 UTC±0 | 20:00 UTC±0      | John O'Hare 13′ | (1 – 0) Rapport |         | Glasgow Publik: 24 000<refname="Rsssf"/> Domare: Erich Linemayr (Österrike) | Glasgow Publik: 24 000<refname="Rsssf"/> Domare: Erich Linemayr (Österrike) |
| 20:00 UTC±0 | 20:00 UTC±0      |                 |                 |         | Glasgow Publik: 24 000<refname="Rsssf"/> Domare: Erich Linemayr (Österrike) | Glasgow Publik: 24 000<refname="Rsssf"/> Domare: Erich Linemayr (Österrike) |
| 20:00 UTC±0 | 20:00 UTC±0      |                 |                 |         | Glasgow Publik: 24 000<refname="Rsssf"/> Domare: Erich Linemayr (Österrike) | Glasgow Publik: 24 000<refname="Rsssf"/> Domare: Erich Linemayr (Österrike) |

|             | 25 november 1970 | Belgien                 | 2 – 0           | Danmark | Klokke Stadion                                                         |                                                                        |
| 20:00 UTC+1 | 20:00 UTC+1      | Johan Devrindt 17′, 37′ | (2 – 0) Rapport |         | Brygge Publik: 9 697<refname="Rsssf"/> Domare: John Carpenter (Irland) | Brygge Publik: 9 697<refname="Rsssf"/> Domare: John Carpenter (Irland) |
| 20:00 UTC+1 | 20:00 UTC+1      |                         |                 |         | Brygge Publik: 9 697<refname="Rsssf"/> Domare: John Carpenter (Irland) | Brygge Publik: 9 697<refname="Rsssf"/> Domare: John Carpenter (Irland) |
| 20:00 UTC+1 | 20:00 UTC+1      |                         |                 |         | Brygge Publik: 9 697<refname="Rsssf"/> Domare: John Carpenter (Irland) | Brygge Publik: 9 697<refname="Rsssf"/> Domare: John Carpenter (Irland) |

|             | 3 februari 1971 | Belgien                                                   | 3 – 0           | Skottland | Stade Maurice Dufrasne                                                     |                                                                            |
| 20:00 UTC+1 | 20:00 UTC+1     | Ronnie McKinnon 39′ (sjm.) Paul Van Himst 57′, 85′ (str.) | (1 – 0) Rapport |           | Liège Publik: 25 000<refname="Rsssf"/> Domare: Antonio Sbardella (Italien) | Liège Publik: 25 000<refname="Rsssf"/> Domare: Antonio Sbardella (Italien) |
| 20:00 UTC+1 | 20:00 UTC+1     |                                                           |                 |           | Liège Publik: 25 000<refname="Rsssf"/> Domare: Antonio Sbardella (Italien) | Liège Publik: 25 000<refname="Rsssf"/> Domare: Antonio Sbardella (Italien) |
| 20:00 UTC+1 | 20:00 UTC+1     |                                                           |                 |           | Liège Publik: 25 000<refname="Rsssf"/> Domare: Antonio Sbardella (Italien) | Liège Publik: 25 000<refname="Rsssf"/> Domare: Antonio Sbardella (Italien) |

|             | 17 februari 1971 | Belgien                                        | 3 – 0           | Portugal | Stade Émile Versé                                                                |                                                                                  |
| 20:00 UTC+1 | 20:00 UTC+1      | Raoul Lambert 14′, 64′ (str.) André De Nul 75′ | (1 – 0) Rapport |          | Anderlecht Publik: 26 921<refname="Rsssf"/> Domare: Gaspar Pintado Viu (Spanien) | Anderlecht Publik: 26 921<refname="Rsssf"/> Domare: Gaspar Pintado Viu (Spanien) |
| 20:00 UTC+1 | 20:00 UTC+1      |                                                |                 |          | Anderlecht Publik: 26 921<refname="Rsssf"/> Domare: Gaspar Pintado Viu (Spanien) | Anderlecht Publik: 26 921<refname="Rsssf"/> Domare: Gaspar Pintado Viu (Spanien) |
| 20:00 UTC+1 | 20:00 UTC+1      |                                                |                 |          | Anderlecht Publik: 26 921<refname="Rsssf"/> Domare: Gaspar Pintado Viu (Spanien) | Anderlecht Publik: 26 921<refname="Rsssf"/> Domare: Gaspar Pintado Viu (Spanien) |

|             | 21 april 1971 | Portugal                           | 2 – 0           | Skottland | Estádio da Luz                                                                  |                                                                                 |
| 21:30 UTC±0 | 21:30 UTC±0   | Pat Stanton 22′ (sjm.) Eusébio 83′ | (1 – 0) Rapport |           | Lissabon Publik: 35 000<refname="Rsssf"/> Domare: Michel Kitabdjian (Frankrike) | Lissabon Publik: 35 000<refname="Rsssf"/> Domare: Michel Kitabdjian (Frankrike) |
| 21:30 UTC±0 | 21:30 UTC±0   |                                    |                 |           | Lissabon Publik: 35 000<refname="Rsssf"/> Domare: Michel Kitabdjian (Frankrike) | Lissabon Publik: 35 000<refname="Rsssf"/> Domare: Michel Kitabdjian (Frankrike) |
| 21:30 UTC±0 | 21:30 UTC±0   |                                    |                 |           | Lissabon Publik: 35 000<refname="Rsssf"/> Domare: Michel Kitabdjian (Frankrike) | Lissabon Publik: 35 000<refname="Rsssf"/> Domare: Michel Kitabdjian (Frankrike) |

|             | 12 maj 1971 | Portugal                                                                      | 5 – 0           | Danmark | Estádio das Antas                                                          |                                                                            |
| 21:30 UTC±0 | 21:30 UTC±0 | Rui Rodrigues 17′ Eusébio 42′ Vítor Baptista 47′, 49′ Erik Sandvad 87′ (sjm.) | (2 – 0) Rapport |         | Porto Publik: 16 392<refname="Rsssf"/> Domare: Malcolm Wright (Nordirland) | Porto Publik: 16 392<refname="Rsssf"/> Domare: Malcolm Wright (Nordirland) |
| 21:30 UTC±0 | 21:30 UTC±0 |                                                                               |                 |         | Porto Publik: 16 392<refname="Rsssf"/> Domare: Malcolm Wright (Nordirland) | Porto Publik: 16 392<refname="Rsssf"/> Domare: Malcolm Wright (Nordirland) |
| 21:30 UTC±0 | 21:30 UTC±0 |                                                                               |                 |         | Porto Publik: 16 392<refname="Rsssf"/> Domare: Malcolm Wright (Nordirland) | Porto Publik: 16 392<refname="Rsssf"/> Domare: Malcolm Wright (Nordirland) |

|             | 26 maj 1971 | Danmark            | 1 – 2           | Belgien                 | Idrætsparken                                                             |                                                                          |
| 19:00 UTC+1 | 19:00 UTC+1 | Kresten Bjerre 76′ | (0 – 0) Rapport | 65′, 75′ Johan Devrindt | Köpenhamn Publik: 30 000<refname="Rsssf"/> Domare: Kåre Sirevaag (Norge) | Köpenhamn Publik: 30 000<refname="Rsssf"/> Domare: Kåre Sirevaag (Norge) |
| 19:00 UTC+1 | 19:00 UTC+1 |                    |                 |                         | Köpenhamn Publik: 30 000<refname="Rsssf"/> Domare: Kåre Sirevaag (Norge) | Köpenhamn Publik: 30 000<refname="Rsssf"/> Domare: Kåre Sirevaag (Norge) |
| 19:00 UTC+1 | 19:00 UTC+1 |                    |                 |                         | Köpenhamn Publik: 30 000<refname="Rsssf"/> Domare: Kåre Sirevaag (Norge) | Köpenhamn Publik: 30 000<refname="Rsssf"/> Domare: Kåre Sirevaag (Norge) |

|             | 9 juni 1971 | Danmark          | 1 – 0           | Skottland | Idrætsparken                                                                     |                                                                                  |
| 19:00 UTC+1 | 19:00 UTC+1 | Finn Laudrup 43′ | (1 – 0) Rapport |           | Köpenhamn Publik: 38 600<refname="Rsssf"/> Domare: Wolfgang Riedel (Östtyskland) | Köpenhamn Publik: 38 600<refname="Rsssf"/> Domare: Wolfgang Riedel (Östtyskland) |
| 19:00 UTC+1 | 19:00 UTC+1 |                  |                 |           | Köpenhamn Publik: 38 600<refname="Rsssf"/> Domare: Wolfgang Riedel (Östtyskland) | Köpenhamn Publik: 38 600<refname="Rsssf"/> Domare: Wolfgang Riedel (Östtyskland) |
| 19:00 UTC+1 | 19:00 UTC+1 |                  |                 |           | Köpenhamn Publik: 38 600<refname="Rsssf"/> Domare: Wolfgang Riedel (Östtyskland) | Köpenhamn Publik: 38 600<refname="Rsssf"/> Domare: Wolfgang Riedel (Östtyskland) |

|             | 13 oktober 1971 | Skottland                          | 2 – 1           | Portugal          | Hampden Park                                                               |                                                                            |
| 20:00 UTC±0 | 20:00 UTC±0     | John O'Hare 22′ Archie Gemmill 58′ | (1 – 0) Rapport | 56′ Rui Rodrigues | Glasgow Publik: 50 000<refname="Rsssf"/> Domare: Brunon Piotrowicz (Polen) | Glasgow Publik: 50 000<refname="Rsssf"/> Domare: Brunon Piotrowicz (Polen) |
| 20:00 UTC±0 | 20:00 UTC±0     |                                    |                 |                   | Glasgow Publik: 50 000<refname="Rsssf"/> Domare: Brunon Piotrowicz (Polen) | Glasgow Publik: 50 000<refname="Rsssf"/> Domare: Brunon Piotrowicz (Polen) |
| 20:00 UTC±0 | 20:00 UTC±0     |                                    |                 |                   | Glasgow Publik: 50 000<refname="Rsssf"/> Domare: Brunon Piotrowicz (Polen) | Glasgow Publik: 50 000<refname="Rsssf"/> Domare: Brunon Piotrowicz (Polen) |

|             | 10 november 1971 | Skottland      | 1 – 0           | Belgien | Pittodrie Stadium                                                               |                                                                                 |
| 19:30 UTC±0 | 19:30 UTC±0      | John O'Hare 6′ | (1 – 0) Rapport |         | Aberdeen Publik: 36 000<refname="Rsssf"/> Domare: Johan Einar Boström (Sverige) | Aberdeen Publik: 36 000<refname="Rsssf"/> Domare: Johan Einar Boström (Sverige) |
| 19:30 UTC±0 | 19:30 UTC±0      |                |                 |         | Aberdeen Publik: 36 000<refname="Rsssf"/> Domare: Johan Einar Boström (Sverige) | Aberdeen Publik: 36 000<refname="Rsssf"/> Domare: Johan Einar Boström (Sverige) |
| 19:30 UTC±0 | 19:30 UTC±0      |                |                 |         | Aberdeen Publik: 36 000<refname="Rsssf"/> Domare: Johan Einar Boström (Sverige) | Aberdeen Publik: 36 000<refname="Rsssf"/> Domare: Johan Einar Boström (Sverige) |

|             | 21 november 1971 | Portugal                  | 1 – 1           | Belgien           | Estádio da Luz                                                                   |                                                                                  |
| 15:00 UTC±0 | 15:00 UTC±0      | Fernando Peres 90′ (str.) | (0 – 0) Rapport | 61′ Raoul Lambert | Lissabon Publik: 53 600<refname="Rsssf"/> Domare: Kenneth Howard Burns (England) | Lissabon Publik: 53 600<refname="Rsssf"/> Domare: Kenneth Howard Burns (England) |
| 15:00 UTC±0 | 15:00 UTC±0      |                           |                 |                   | Lissabon Publik: 53 600<refname="Rsssf"/> Domare: Kenneth Howard Burns (England) | Lissabon Publik: 53 600<refname="Rsssf"/> Domare: Kenneth Howard Burns (England) |
| 15:00 UTC±0 | 15:00 UTC±0      |                           |                 |                   | Lissabon Publik: 53 600<refname="Rsssf"/> Domare: Kenneth Howard Burns (England) | Lissabon Publik: 53 600<refname="Rsssf"/> Domare: Kenneth Howard Burns (England) |